# Un sul de ceară
Un sul de ceară este un film românesc din 1975 regizat de Mircea Săucan.